# Graham-Cox-Syndrom
Das Graham-Cox-Syndrom ist eine sehr seltene angeborene Erkrankung mit den Hauptmerkmalen Corpus-callosum-Agenesie, Geistige Behinderung, Kolobom und Mikrognathie.
Synonyme sind: Agenesis of the corpus callosum-intellectual disability-coloboma-micrognathia syndrome; Corpus callosum, agenesis of, with mental retardation, ocular coloboma and micrognathia ; MENTAL RETARDATION, X-LINKED, SYNDROMIC 28; Corpus callosum agenesis-intellectual disability-coloboma-micrognathia syndrome
Die Bezeichnung bezieht sich auf die Hauptautoren der Erstbeschreibung aus dem Jahre 2003 durch die US-amerikanischen Humangenetiker John M. Graham Jr ,   Timothy C. Cox  und Mitarbeiter.

## Verbreitung
Die Häufigkeit wird mit unter 1 zu 1.000.000 angegeben, die Vererbung erfolgt X-chromosomal rezessiv.

## Ursache
Der Erkrankung liegen Mutationen im IGBP1-Gen auf dem X-Chromosom Genort q13.1 zugrunde, welches für die regulatorische Untereinheit Alpha-4 der Proteinphosphatase 2A kodiert.

## Klinische Erscheinungen
Klinische Kriterien sind:
- Corpus-callosum-Agenesie
- geistige Behinderung
- Kolobom
- Mikrognathie, Retrognathie
- Trichterbrust
- Skoliose
- Kleinwuchs
- weitere Gesichtsauffälligkeiten wie auffällige, tief ansetzende Ohrmuscheln, prominente Stirn, Makrozephalie[4]

## Differentialdiagnose
Abzugrenzen sind das CHARGE-Syndrom, das FG-Syndrom und das Hypertelorismus-Hypospadie-Syndrom.